# Droga wojewódzka nr 854
Droga wojewódzka nr 854 (DW854) – droga wojewódzka klasy G (główna) w województwach: lubelskim i podkarpackim o długości 28,675 km. Przebiega południkowo łącząc drogę krajową nr 74 w Annopolu z drogą krajową nr 77 w Gorzycami. Trasa przebiega przez 3 powiaty: kraśnicki, stalowowolski i tarnobrzeski. 
Droga pomiędzy miejscowościami Czekaj Pniowski a Wrzawy jest nieciągła. Przecina ją rzeka San, przez którą istnieje przeprawa promowa. Najbliższy most na tej rzece znajduje się ok. 25 km od tego miejsca, w Stalowej Woli w ciągu drogi wojewódzkiej nr 855. Ruch ciężki kierowany jest przez ten most.
Na odcinku Annopol – Antoniów stanowi część szlaku komunikacyjnego Annopol – Stalowa Wola. Z tego powodu droga wojewódzka nr 854 od strony Annopola na skrzyżowaniu w Antoniowie przechodzi jako droga z pierwszeństwem przejazdu w drogę wojewódzką nr 856 w kierunku Stalowej Woli. Droga wojewódzka nr 854 w kierunku przeprawy promowej na rzece San jest drogą podporządkowaną.

## Miejscowości leżące przy trasie DW854
- Annopol (droga krajowa nr 74)
- Opoka-Kolonia (droga wojewódzka nr 759)
- Kosin (droga wojewódzka nr 755)
- Borów
- Chwałowice
- Antoniów (droga wojewódzka nr 856)
- Czekaj Pniowski
- rzeka San (przeprawa promowa)
- Wrzawy
- Gorzyce (droga krajowa nr 77)